# Església Catòlica Melquita
L'Església Catòlica Melquita o Església Grega-catòlica Melquita o Església Grega-melquita Catòlica és una de les Esglésies Catòliques Orientals. El seu cap és el Patriarca melquita d'Antioquia i tot l'Orient, Alexandria i Jerusalem dels Melquites, amb seu a Damasc a Síria.
El 2009 els melquites eren la segona comunitat catòlica oriental amb 1.300.000 fidels dels quals 700.000 a l'Orient Mitjà (Líban: 425.000, Síria: 170.000; Jordània: 30.000, Palestina: 54.000 i Egipte: 6500.
L'Església Catòlica Melquita es va separar de l'Església Ortodoxa d'Antioquia el 1729 i va entrar en comunió amb l'Església Catòlica Romana.